# Seututie 317
Pour les articles homonymes, voir Route 317.
La route régionale 317 (finnois : Seututie 317) est une route régionale allant de  Lammi à Hämeenlinna jusqu'à Hillilä à Asikkala en Finlande.

## Description
La Seututie 317 part de la valtatie 12 à Lammi dans la commune d'Hämeenlinna et va jusqu'à la valtatie 24 à Hillilä dans la commune d'Asikkala. 
La route mesure 34 kilomètres. 
A son départ on la nomme Lammintie, mais en traversant le village d'Hollola elle devient la Viitailantie.

## Parcours
- Lammi, Hämeenlinna
- Hillilä, Asikkala